# Драгојевац (Владимирци)
Драгојевац је насеље у Србији у општини Владимирци у Мачванском округу. Према попису из 2022. било је 553 становника.

## Галерија
- Сеоска школа
- Споменик палим борцима
- Зграда дома културе
- Крст на раскршћу

## Демографија
У насељу Драгојевац живи 702 пунолетна становника, а просечна старост становништва износи 43,6 година (42,1 код мушкараца и 45,2 код жена). У насељу има 272 домаћинства, а просечан број чланова по домаћинству је 3,17.
Ово насеље је великим делом насељено Србима (према попису из 2002. године), а у последња три пописа, примећен је пад у броју становника.
|  |

| Демографија | Демографија | Демографија |
| Година      | Становника  | Становника  |
| ----------- | ----------- | ----------- |
| 1948.       | 1.237       |             |
| 1953.       | 1.221       |             |
| 1961.       | 1.114       |             |
| 1971.       | 1.043       |             |
| 1981.       | 979         |             |
| 1991.       | 910         | 906         |
| 2002.       | 862         | 871         |

| Етнички састав према попису из 2002.‍ | Етнички састав према попису из 2002.‍ | Етнички састав према попису из 2002.‍ | Етнички састав према попису из 2002.‍ | Етнички састав према попису из 2002.‍ |
| ------------------------------------ | ------------------------------------ | ------------------------------------ | ------------------------------------ | ------------------------------------ |
|                                      |                                      |                                      |                                      |                                      |
| Срби                                 | Срби                                 |                                      | 859                                  | 99,65%                               |
| непознато                            | непознато                            |                                      | 3                                    | 0,34%                                |

| Година пописа     | 1948. | 1953. | 1961. | 1971. | 1981. | 1991. | 2002. |
| ----------------- | ----- | ----- | ----- | ----- | ----- | ----- | ----- |
| Број домаћинстава | 223   | 238   | 253   | 257   | 263   | 252   | 272   |

| Број чланова      | 1  | 2  | 3  | 4  | 5  | 6  | 7  | 8 | 9 | 10 и више | Просек |
| ----------------- | -- | -- | -- | -- | -- | -- | -- | - | - | --------- | ------ |
| Број домаћинстава | 56 | 67 | 49 | 32 | 27 | 28 | 12 | 0 | 0 | 1         | 3,17   |

| Пол    | Укупно | Неожењен/Неудата | Ожењен/Удата | Удовац/Удовица | Разведен/Разведена | Непознато |
| ------ | ------ | ---------------- | ------------ | -------------- | ------------------ | --------- |
| Мушки  | 373    | 115              | 228          | 20             | 8                  | 2         |
| Женски | 358    | 45               | 230          | 72             | 9                  | 2         |
| УКУПНО | 731    | 160              | 458          | 92             | 17                 | 4         |

| Пол    | Укупно                    | Пољопривреда, лов и шумарство | Рибарство                            | Вађење руде и камена | Прерађивачка индустрија       |
| ------ | ------------------------- | ----------------------------- | ------------------------------------ | -------------------- | ----------------------------- |
| Мушки  | 276                       | 213                           | 0                                    | 0                    | 18                            |
| Женски | 181                       | 162                           | 0                                    | 0                    | 2                             |
| УКУПНО | 457                       | 375                           | 0                                    | 0                    | 20                            |
| Пол    | Производња и снабдевање   | Грађевинарство                | Трговина                             | Хотели и ресторани   | Саобраћај, складиштење и везе |
| Мушки  | 1                         | 6                             | 7                                    | 0                    | 19                            |
| Женски | 0                         | 0                             | 5                                    | 1                    | 0                             |
| УКУПНО | 1                         | 6                             | 12                                   | 1                    | 19                            |
| Пол    | Финансијско посредовање   | Некретнине                    | Државна управа и одбрана             | Образовање           | Здравствени и социјални рад   |
| Мушки  | 0                         | 3                             | 4                                    | 1                    | 0                             |
| Женски | 0                         | 1                             | 1                                    | 2                    | 2                             |
| УКУПНО | 0                         | 4                             | 5                                    | 3                    | 2                             |
| Пол    | Остале услужне активности | Приватна домаћинства          | Екстериторијалне организације и тела | Непознато            | Непознато                     |
| Мушки  | 1                         | 0                             | 0                                    | 3                    | 3                             |
| Женски | 1                         | 0                             | 0                                    | 4                    | 4                             |
| УКУПНО | 2                         | 0                             | 0                                    | 7                    | 7                             |